# Розеншток-Хюсси, Ойген
Ойген Мориц Фридрих Розеншток-Хюсси (нем. Eugen Moritz Friedrich Rosenstock-Huessy, 6 июля 1888 года, Берлин, Германская империя — 24 февраля 1973 года, Норвич, Виндзор, Вермонт, США) — представитель немецко-американской религиозной философии, преподаватель, ярко выразивший концепцию «диалогического мышления», и на её основе составивший новые представления истории, социологии и теологии общества, прежде всего европейского.

## Биография
Ойген Розеншток родился 6 июля 1888 года в Берлине в известной еврейской семье богатого банкира, окончил в 1906 году гимназию и поступил учиться на юридический факультет Цюрихского университета. В это же время он пережил глубокий духовный катарсис и крестился, став прихожанином евангелической церкви, и вся его дальнейшая деятельность была связана с формированием новой философской концепции христианства и её связи с древним иудаизмом. В 1912 году Розеншток стал приват-доцентом Лейпцигского университета, а в 1914 году женился на швейцарской протестантке Маргарет Хюсси и принял двойную фамилию Розеншток-Хюсси, их сын Ганс родился в 1921 году и ему была дана фамилия Хюсси. Вскоре после женитьбы Розеншток был призван на войну, где участвовал в боевых действиях, в том числе при Вердене. Годы, проведенные на войне в качестве офицера, оказали большое влияние на формирование его мировоззрения, и в 1918 году министр внутренних дел Веймарской республики Брейтшейд предложил ему пост статс-секретаря по разработке Конституции Веймарской республики. Но Розеншток-Хюсси довольствовался скромной должностью главного редактора заводской газеты на заводах Даймлер-Бенц в Штутгарте, сосредоточившись на формулировании своих социально-теологических представлений.
Когда эта газета в 1920 году была закрыта, Розеншток-Хюсси принялся за организацию Академии Труда, которую под его руководством открыли при университете во Франкфуре-на-Майне. В 1924 году выходит в свет его первая концептуальная книга «Angewandte Seelenkunde» («Прикладное душеведение»), а в 1925 детализация этого метода была представлена книгой «Soziologie». В этом же году он принял пост президента Всемирной Ассоциации Воспитания Взрослых, и до 1933 года занимался организацией трудовых лагерей, в которых по его идеям должны были формироваться новые навыки и связи отдельных представителей населения — главным образом рабочих, ремесленников, студентов и безработных. Пришедшим к власти нацистам это было не нужно, и Розеншток-Хюсси в ноябре 1933 года мигрировал в США, где с 1934 года стал профессором Гарвардского университета. При поддержке президента США Франклина Рузвельта он в 1940 году организует в Танбридже (штат Вермонт) лагерь «Уильям Джеймс», где продолжает развитие и реализацию идей его социальных трудовых лагерей для безработных и студентов, и в дальнейшем из этого движения вырос американский Корпус Мира. Вторая мировая война прервала его деятельность, и после её окончания Розеншток-Хюсси остался в США, ведя жизнь типичного профессора, преподавал студентам привилегированного Дартмутского колледжа, и приглашался как «гостевой профессор» в различные университеты и евангелические академии Германии, в том числе получил звание почётного доктора факультета евангелической теологии Мюнстерского университета, и экс-президент Всемирного Совета Церквей Дж. Олджем назвал его одним из «замечательнейших людей нашего времени». После выхода на пенсию в 1957 году Розеншток-Хюсси продолжал формирование и развитие своей идеологии, и умер в 1973 году в своем имении «Four Wells» возле Норвича (штат Вермонт), где после смерти своей жены Маргрит проживал с вдовой Хельмута фон Мольтке Фреей.
Источники:
Пигалев А.И,"Ойген Розеншток-Хюсси", в кн. Розеншток-Хюсси О. «Бог заставляет нас говорить», М, Канон+«Реабилитация», 1998, с.245-272
Гарднер К. Предисловие к американскому изданию «Розеншток-Хюсси О. „Речь и действительность“, М, Лабиринт, 1994», с.5-10

## Философия
Философия, разработанная Розенштоком-Хюсси, имеет своей главной составляющей концепцию «диалогического мышления», выраженную им совместно с известным еврейскими философами Францем Розенцвейгом и Мартином Бубером. О своей концептуальной книге «Звезда спасения» Розенцвейг сказал, что написал её под влиянием его рукописи «Прикладное душевление», с которой его ознакомил Розеншток-Хюсси. Однако, не расходясь принципиально с сионистами, Розеншток-Хюсси не желает принять их пути продвижения, и строит свой, христианизированный вариант концепции миропорядка, основанный на общих для них принципах.
Разработанная ими теория «нового мышления» основана на «диалогическом принципе» (он же «грамматический метод» по терминологии Розенштока-Хюсси), который рассматривает мышление не как функцию интеллекта, а как «говорение», то есть их «речевое мышление» есть оперирование словами-символами с некоторым необходимым смыслом, и к этому мышлению диалогически сводится все поведение человека по Розенцвейгу и Розенштоку-Хюсси, причём «высшая сила», которая заставляет человека говорить — это бог. При этом само понятие мышления не устраняется, но сохраняется как атавистический атрибут варварства, тогда как «мышление языком» обретает смысл высшей психической функции, ведущей к спасению в боге: «сила языка полагает, а сила мышления погребает» — формулирует Розеншток-Хюсси этот основной принцип.
Вклад Розенштока-Хюсси в эту методологию мышления состоит в тщательной формулировке так называемого «испражнения духа»: если Маркс на основе пренебрежения богом строит свою методологию на логике противоречивого, то Розеншток-Хюсси, наоборот, беря за основу бога, строит свою методологию на логике желаемого, которое побуждается богом. Его способ рассуждений и доказательств состоит в комбинировании слов в различных их грамматических сопряжениях и сочетаниях, выражающих исторгаемые из сознания (и подсознания) побуждения, и тому подобным манипулированиям терминами и словами до получения желаемого сочетания слов с подходящим смыслом. Обоснованием этого метода рассуждений является парадигма «бог заставляет нас говорить» (см. раздел «Боги и Бог» в его грамматизме «Идет дождь, или язык стоит на голове»), априорно выражающая отношение человека к миру и богу, а также суть веры: «Вера в принуждающих нас богов и в любовь бога, тихо говорящего с нами, вызывает к жизни наш язык в качестве выхода…». При этом неявно и на основании Библии считается, что бог, который заставляет говорить — и есть Творец Мира, поэтому говоримое таким образом «мышление» правильно в некотором смысле, а значит, приведет к нужному результату. Таким образом мышление сводится к оборотам языка, что и является вкладом Розенштока-Хюсси в промотирование новейшего иудеохристианства, и, как следует из его построений, эта система мышления — не спекуляции рассудка, а действительное функционирование вполне конкретных объективных сущностей, представленных его трудами.
Однако, эта теория мышления не была принята большинством ученых и богословов, подвергаясь закономерной критике, в том числе на принципе «по себе людей не судят», и сохранилась больше как специфическая теория мышления в рукописях Розенштока-Хюсси и его приспешников. Но не все его рукописи были изданы, так что Розеншток-Хюсси с его концепциями пока остается «подпольным мыслителем», малоизвестным широкому кругу общественности. Обширную часть его наследия составляют также его лекции, записанные студентами на магнитофон, и в настоящее время в США ведется большая работа по расшифровке и распечатке его текстов.
Основой философской концепции Розенштока-Хюсси является иудаистическая духовная традиция, прежде всего в том её отношении, которое противостоит метафизическому абстрагированию греческой философии и методологии современного научного метода, сформулированной Декартом. Своим отправным пунктом он имеет философские построения Людвига Фейербаха, считая, что его неправильно интерпретировал Маркс. По Розенштоку-Хюсси (см. его «В защиту грамматического метода») Фейербах является основателем грамматической философии человека, и «грамматика — будущий органон общественных наук», превосходящий по эффективности диалектику и математику. Развитию и повсеместному внедрению этого метода и посвятил себя Розеншток-Хюсси. На формирование его идеологии большое влияние оказали также взгляды Гёте, Шиллера, Чарльза Дарвина, Карла Маркса, Фридриха Ницше, и особенно Иммануила Канта — но прежде всего с позиций критики.
Основным трудом Розенштока-Хюсси является двухтомная «Социология», под которой он понимает не общепринятую науку, а рассмотрение христианства в социальной проблематике, главным образом в контексте возможности совместного общежития различных групп населения. В этом писании он разъясняет, что еврейская культура образовалась через отмежевание от других типичных культур, характерных для людей (в его терминологии — «территориальные царства»), а стать евреем означает перестать быть членом рода и «территориального царства», перестать поклоняться собственному разуму, как это делают эллины, и стать функциональным исполнителем воли бога. Высший смысл такого существования определяется его конечным состоянием, когда бог во всем и во всех, и его слово становится единственно реальной плотью. Это развитие и должно определять принципы существования и устремления всех божественных тварей, поэтому ветхозаветный бог требует постоянного отказа от собственной воли и подчинение своего мышления воле бога, что и должно являться сутью общества и религии.
В этом же контексте рассматривается и жертва Иисуса Христа — его смерть на кресте по поручению иудейских мудрецов является не очистительной жертвой, как трактуют некоторые, а жертвой старого, эллинского мира, который Иисус воплотил в себе, для того, чтобы мог развиться и осуществить свою цель новый род сынов бога, которым он своей жертвой открывает путь для завоевания земного мира. Поэтому жертва Христа — заместительная, это жертва за новую форму жизни.
Большой интерес для понимания кинетики и функционирования этой системы мышления представляют также малые теолого-философские грамматизмы Розенштока-Хюсси, опубликованные в России в книгах «Бог заставляет нас говорить», «Речь и действительность», и других. Из них особый интерес имеет его грамматизм «Идет дождь, или язык стоит на голове»: начав с обсуждения смыслов и значений фразы «идет дождь» в приложении своей теории мышления языком, Розеншток-Хюсси завершает сентенцией, дающей ключ ко всей его идеологии: «Одержимые, научно доказывающие нам, что предложение „идет дождь“ раскрывает суть языка, прежде честно и прямо назывались богоборцами. Но они слишком трусливы для того, чтобы признать эту свою борьбу…»
Много интересного выражено также в его письме к своей ученице, доктору психиатрии Синтии Харрис, которое он опубликовал под заголовком «Гитлер и Израиль, или о молитве». В этом писании он разъясняет, что именно Израиль создал и имеет тот божественный язык, оживляющий другие языки переводами Библии, а Гитлер неправ в исторической перспективе, потому что гитлеризм — это погружение в языческий мир родов и храмов, как он существовал до иудаизма, и тем самым — удаление от конечного состояния в боге. Там же Розеншток-Хюсси объясняет, что еврейская молитва — это отрицание себя и своего интеллекта вместе с этим отживающим миром, и погружение в служение богу, и так Израиль познал себя в качестве слуги бога.
Таковы, вкратце, сущность и цели идеологии О.Розенштока-Хюсси

### На русском
- Розеншток-Хюсси О. «Бог заставляет нас говорить», М, Канон+«Реабилитация», 1998
- Розеншток-Хюсси О. «Речь и действительность», М, Лабиринт, 1994
- Розеншток-Хюсси О."Избранное: Язык рода человеческого", С-Пб, 1999
- Розеншток-Хюсси О. «Великие революции. Автобиография западного человека»,М,Библейско-богословский институт им.св.апостола Андрея, 2002

### На английском
- Rosenstock-Huessy E, "Out of Revolution: Autobiograpfy of Western Man, New York, 1938
- Rosenstock-Huessy, Eugen (1935), The Predicament of History, Journal of Philosophy, 32 (4), Journal of Philosophy, Inc.: 93–100, doi:10.2307/2016606, JSTOR 10.2307/2016606, Архивировано из оригинала 30 ноября 2007.
- Rosenstock-Huessy, Eugen (1973), Multiformity of Man, Norwich, Vermont: Argo Books, ISBN 0912148-06-3, Архивировано 26 декабря 2007.
- Rosenstock-Huessy, Eugen (1978), The Fruit of Lips, or, Why Four Gospels?, Pittsburgh: The Pickwick Press, Архивировано из оригинала 30 ноября 2007.
- Rosenstock-Huessy, Eugen; translation: Mark Huessy and Freya von Moltke (1978), Planetary Service. A Way into the Third Millennium, Norwich, Vermont: Argo Books, Архивировано из оригинала 30 ноября 2007.
- Rosenstock-Huessy, Eugen (1981), The Origin of Speech, Norwich, Vermont: Argo Books, ISBN 0912148-13-6, Архивировано 26 декабря 2007.
- Rosenstock-Huessy, Eugen; Translation: Mark Huessy and Freya von Moltke (1988), Practical Knowledge of the Soul, Norwich, Vermont: Argo Books, Архивировано из оригинала 30 ноября 2007.
- Rosenstock-Huessy, Eugen (1993), Out of Revolution: Autobiography of Western Man (2 ed.), Providence and Oxford: Berg Publishers, Inc., ISBN 0912148-05-5, Архивировано 26 декабря 2007.
- Rosenstock-Huessy, Eugen (1981), The Origin of Speech, Norwich, Vermont: Argo Books, ISBN 0912148-13-6, Архивировано 26 декабря 2007.

### На немецком
- Rosenstock-Huessy E,"Das Christen Zukunft",Siebtnstern, 1965
- Rosenstock-Huessy E,"Soziologie", BDE 1-2, Kohlhammer, 1956-58
- «Das Arbeitslager fur Jungarbeiter, Jungbauern und Jungakademiker in Lowenberg vom 14.-31. Marz 1928,» Freie *Volksbildung (Neue Folge des Archivs fur Erwachsenenbildung) 3 (1928): 217—224.
- "Hochschule und Arbeitslager, " Mitteilungen des Verbandes der deutschen Hochschulen 8 (1928): 101—105.
- "Kirche und Arbeit--Eine Rede, " Die Kreatur 2, eds. Martin Buber, Joseph Wittig, and Victor von Weizsacker (Berlin: Verlag Lambert Schneider, 1927—1928; reprint, Nendeln, Liechtenstein: Kraus Reprint, 1969): 158—180.
- "Leben und Arbeit, " Zeitwende 4, Erste Halfte, Kultur, Theologie, Politik (January — June 1928): 341—353. An elaboration of an address at a conference on church and society in Dusseldorf. {Also in Politische Reden (1929), pp. 42–55.}
- Pfarrer und Laie in der Kirchenpolitik. Protokoll eines Vortrags im C.S.V.-Kreis Breslau. February 11, 1928. 10 pp. Archiv der Eugen Rosenstock-Huessy Gesellschaft. Unpublished.
- "Volksbildung in der Universitat, " Rhein-Mainische Volkszeitung, August 13, 1928. {= "Volksbildung in der Universitat, " Blatter der Volkshochschule Breslau (1929).}
- Rosenstock-Huessy, Eugen (1910), Herzogsgewalt und Friedensschutz, Breslau: M & H Marcus.
- Rosenstock-Huessy, Eugen (1916), Angewandte Seelenkunde, Darmstadt: Rother-Verlag.
- Rosenstock-Huessy, Eugen (1916), Briefwechsel mit Franz Rosenzweig, Berlin: Schocken-Verlag.
- Rosenstock-Huessy, Eugen (1920), Die Tochter, Mossingen-Talheim: Talheimer-Verlag.
- Rosenstock-Huessy, Eugen (1922), Werkstattaussiedlung—Untersuchungen uber den Lebensraum des Industriearbeiters, Berlin: Julius Springer Verlag, ISBN 3-87067-629-9.
- Rosenstock-Huessy, Eugen (1926), Die Kreatur—Eine Zeitschrift, Berlin: Verlag Lambert-Schneider.
- Rosenstock-Huessy, Eugen (1937), Magna Carta Latina, Pittsburgh: The Pickwick Press.
- Rosenstock-Huessy, Eugen (1951), Der Atem des Geistes, Frankfurt am Main: Verlag der Frankfurter Hefte.
- Rosenstock-Huessy, Eugen (1957), Frankreich – Deutschland. Mythos oder Anrede?, Berlin: Kathe-Vogt-Verlag.
- Rosenstock-Huessy, Eugen (1957), Zuruck in das Wagnis der Sprache, Berlin: Kathe-Vogt-Verlag.
- Rosenstock-Huessy, Eugen (1958), Das Geheimnis der Universitat, Stuttgart: W.-Kohlhammer-Verlag.
- Rosenstock-Huessy, Eugen (1958), Die Gesetze der Christlichen Zeitrechnung, Munster: Agenda-Verlag.
- Richter, Christoph (2007), Im Kreuz der Wirklichkeit—Die Soziologie der Raume und Zeiten von Eugen Rosenstock-Huessy, vol. Reihe 22: Soziologie   Vol. 418 (Europaische Hochschulschriften ed.), Frankfurt am Main, Berlin, Bern, Bruxelles, New York, Oxford, Wien: Peter Lang, ISBN 978-3-631-55773-0.
- Rosenstock, Eugen (1925), Soziologie I. Die Krafte der Gemeinschaft, Berlin and Leipzig: Walter de Gruyter & Co., Архивировано из оригинала 30 ноября 2007.
- Picht, Werner; Rosenstock, Eugen (1926), Im Kampf um die Erwachsenenbildung, 1912-1926, in von Erdberg, Robert (ed.), Schriften fur Erwachsenenbildung. Im Auftrag der Deutschen Schule fur Volksforschung und Volksbildung, Bd. 1, Leipzig: Verlag Quelle und Meyer, Архивировано из оригинала 30 ноября 2007.
- Rosenstock, Eugen (1926), Lebensarbeit in der Industrie und Aufgaben einer europaischen Arbeitsfront, Berlin: Julius Springer, Архивировано из оригинала 30 ноября 2007.
- Rosenstock, Eugen (1926), Religio Depopulata. Zu Joseph Wittigs Achtung, Berlin: Verlag Lambert Schneider, Архивировано из оригинала 30 ноября 2007.
- Rosenstock, Eugen (1926), Vom Industrierecht. Rechtssystematische Fragen. Festgabe fur Xaver Gretener, Berlin: H. Sack, Архивировано из оригинала 30 ноября 2007.
- Rosenstock, Eugen (1927), Die Deutsche Schule fur Volksforschung und  Erwachsenenbildung. Das erste Jahr, Hohenrodter Bund, Stuttgart: Verlag Silberburg GmbH, Архивировано из оригинала 30 ноября 2007.
- Rosenstock, Eugen; Wittig, Joseph (1928), Das Alter der Kirche. Kapitel und Akten .3 Bande, Berlin: Verlag Lambert Schneider, Архивировано из оригинала 30 ноября 2007.
- Rosenstock, Eugen (1929), Politische Reden--Vierklang aus Volk, Gesellschaft, Staat und Kirche, Berlin: Verlag  Lambert Schneider, Архивировано из оригинала 30 ноября 2007.
- Rosenstock-Huessy, Eugen (1952), Heilkraft und Wahrheit. Konkordanz der  politischen und der kosmischen Zeit, Stuttgart: Evangelisches Verlagswerk GmbH, Архивировано из оригинала 30 ноября 2007.
- Rosenstock-Huessy, Eugen (1965), Dienst auf dem Planeten--Kurzweil und Langeweile im dritten Jahrtausend, Stuttgart, Berlin, Koln, Mainz: W. Kohlhammer Verlag, GmbH, Архивировано из оригинала 30 ноября 2007.